# Інфіні
Л'Інфіні (фр. L'Infini — безкінечність) — французький літературний журнал, заснований в 1983 році письменником Філіпом Соллерсом. Журнал Л'Інфіні є спадкоємцем часопису Тель Кель, заснованого в 1960 році. Спершу журнал виходив у видавництві Деноель, а з 1987 року його видає Ґаллімар.
ISSN 0754-023X

## Книжкова серія
Філіп Соллерс керує також виданням книжкової серії з такою самою назвою, що публікується при журналі з 1984 року.
ISSN 0756-2403